# Liste der Langlaufloipen in Schottland
Die folgende Liste enthält die Langlaufloipen in Schottland. Diese sind die einzigen Loipen im Vereinigten Königreich.
| Langlaufgebiet        | Ort      | Council Area  |
| --------------------- | -------- | ------------- |
| Clashindarroch Forest | Huntly   | Aberdeenshire |
| Glenmore Forest Park  | Aviemore | Highland      |